# (500433) 2012 TO152
(500433) 2012 TO152 es un asteroide perteneciente al cinturón de asteroides, descubierto el 20 de septiembre de 2001 por el equipo del Spacewatch desde el Observatorio Nacional de Kitt Peak, Arizona, Estados Unidos.

## Designación y nombre
Designado provisionalmente como 2012 TO152.

## Características orbitales
2012 TO152 está situado a una distancia media del Sol de 3,108 ua, pudiendo alejarse hasta 3,592 ua y acercarse hasta 2,624 ua. Su excentricidad es 0,155 y la inclinación orbital 4,987 grados. Emplea 2001,75 días en completar una órbita alrededor del Sol.
Los próximos acercamientos a la órbita de Júpiter se producirán el 15 de enero de 2075, el 7 de julio de 2085 y el 27 de septiembre de 2146, entre otros.

## Características físicas
La magnitud absoluta de 2012 TO152 es 17,5.